# Герцеговина (вілаєт)
Вілаєт Герцеговина — адміністративно-територіальна одиниця Османської імперії, що була утворена 1875 року з частини Боснійського вілаєту з площею 14,800 км². Існував до 1877 року.

## Історія
У 1875 році почалося чергове повстання проти османського панування в Боснії та Герцеговині. Великий візир Мехмед Надім-паша з метою збереження влади та розпорошення сил повсталих відновив самостійність Герцеговини, що у 1833—1851 роках вже була окремим еялетом. Втім це не виправило вистуації. У 1876 році почалася війна з Чорногорією та Сербією. війська першої вдерлися на південь Герцоговини. Водночас створилася загроза щодо вступу у війну проти Османів Російської імперії.
Тому після перемог на Сербією, придушення повстання на півночі Герцоговині було вирішено відновити єдиний Боснійський вілаєт. В результаті у 1877 році Герцеговина знову стала санджаком у складі Боснії. Проте боротьба проти османського панування на півдні тривала до 1878 року. У 1878 році разом з іншими частини вілаєту була окупована військами Австро-Угорщини, а частина Герцеговини навколо міста Никшич за рішенням берлінського конгресу увійшла до складу Чорногорії.

## Структура
Вілаєт складався з 2 санджаків: Мостар і Гацько.